# Шикешд
Шикешд (мађ. Sükösd) је село у Мађарској, јужном делу државе. Село управо припада Бајском срезу Бач-Кишкунске жупаније, са седиштем у Кечкемету.

## Природне одлике
Насеље Шикешд налази у крајње јужном делу Мађарске. Најближи већи град је Баја, а насеље је северно предграђе овог града.
Насеље се налази у мађарском Подунављу. Подручје око насеља је равничарско (Панонска низија), приближне надморске висине око 105 м.

## Становништво
Према подацима из 2013. године Шикешд је имао 3.727 становника. Последњих година број становника опада.
Претежно становништво у насељу су Мађари римокатоличке вероисповести.